# Marcin Świątkiewicz
Marcin Świątkiewicz (ur. w 1984 w Katowicach) – polski klawesynista, wykładowca Akademii Muzycznej w Katowicach, profesor sztuk muzycznych. Laureat Paszportu „Polityki” 2015.

## Kariera
Studiował na Akademii Muzycznej w Katowicach i w Królewskim Konserwatorium w Hadze. Doktoryzował się w czerwcu 2014 na katowickiej Akademii Muzycznej. W 2007 roku został finalistą Międzynarodowego Konkursu im. Georga Philippa Telemanna w Magdeburgu, a w 2010 r. I Międzynarodowego Konkursu Klawesynowego im. A. Wołkońskiego w Moskwie. Współpracuje z brytyjską skrzypaczką Rachel Podger i jej zespołem Brecon Baroque i z włoskim skrzypkiem Enrico Onofrim i jego orkiestrą Divino Sospiro. Występuje także z takimi wykonawcami jak: Capellą Cracoviensis, Arte dei Suonatori, {OH!} Orkiestra Historyczna, Bassociation i Scroll Ensemble. Do pola jego zainteresowań należą: gra na dawnych instrumentach klawiszowych oraz improwizacja w oparciu o metodę partimento. Gra na różnych typach klawesynów i klawikordów, a także na historycznych organach czy fortepianach. Zbiera uznanie za wykonywanie partii basso continuo w utworach barokowych. 12 stycznia 2015 otrzymał Paszport „Polityki” w dziedzinie muzyki poważnej ("za wrażliwość i muzyczną erudycję, za błyskotliwe interpretacje, za wszechstronność, która pozwala mu zarówno być wybitnym solistą, jak też twórczo pracować w zespołach barokowych w kraju i na świecie").
Uzyskał tytuł profesora sztuk muzycznych w 2024 roku.

## Dyskografia

### Albumy solowe i kameralne
- 2015: Johann Gottfried Müthel: The 5 Keyboard Concertos (razem z Arte dei Suonatori) [Bis]
- 2015: Schreyfogel, Schaffrath, Visconti (+ {oh!} Orkiestra Historyczna / Martyna Pastuszka) [Dux]
- 2015: Rosary Sonatas - Heinrich Ignaz Franz von Biber (+ Rachel Podger, David Miller, Jonathan Manson) [Channel Classics Records]
- 2015: Telemann: Recorder Sonatas & Fantasias (Pamela Thorby oraz Peter Whelan, Alison McGillivray, Elizabeth Kenny) [Linn Records]
- 2014: Perla Barocca - Early Italian Masterpieces (Rachel Podger oraz Daniele Caminiti) [Channel Classics]
- 2014: Music in Dresden in the times of Augustus II the Strong (Martyna Pastuszka oraz Krzysztof Firlus) [Dux]
- 2013: J.S. Bach: Double & Triple Concertos (Rachel Podger & Brecon Baroque) [Channel Classics]
- 2013: Gottfried Finger: Complete music for viola da gamba solo (Petr Wagner & Ensemble Tourbillon) [Accent]
- 2008: Musikalisches Vielerley: Keyboard Music of the German Baroque [Polskie Radio Katowice]

### Albumy koncertowe
- 2015: Vivaldi: L'Estro Armonico (Rachel Podger & Brecon Baroque) [Channel Classics]
- 2015: J.S. Bach: Motets (Capella Cracoviensis, dyr. Fabio Bonizzoni) [Alpha]
- 2015: Requiem. Staropolska Msza Żałobna (Camerata Silesia, Parnassos, dyr. Anna Szostak) [Dux]
- 2012: Jasnogórska Muzyka Dawna. Musica Claromontana vol.50 (Polska Orkiestra XVIII wieku, Cantores Minores Wratislavienses, dyr. Paul Esswood) [Musicon]
- 2012: Jasnogórska Muzyka Dawna. Musica Claromontana vol. 48 (Polska Orkiestra XVIII wieku, Cantores Minores Wratislavienses, dyr. Paul Esswood) [Musicon]